# 動畫列表
動畫列表可指：
- 中國動畫列表
- 台灣動畫列表
- 日本動畫列表
- 動畫長片列表
- 動畫影集列表
- 動畫電影列表
- 韓國動畫工作室列表
- 動畫電視台列表
- 動畫術語列表

## 動畫代理商

### 台灣
- 元美國際映像
- 木棉花國際
- 弘恩文化
- 曼迪傳播
- 勝利國際多媒體
- 普威爾國際
- 群英社
- 電視線國際多媒體
- 齊威國際多媒體
- 車庫娛樂
- 霹靂國際多媒體
- 回歸線娛樂
- 提恩傳媒
- 華藝娛樂
- 采昌國際

### 香港
- 亞洲影帶
- 洲立影視
- 羚邦國際
- 國際影業
- 寰亞洲立集團

## 外部連結
|  | 本条目是娛樂相关列表索引。 |